# Örebro Teater

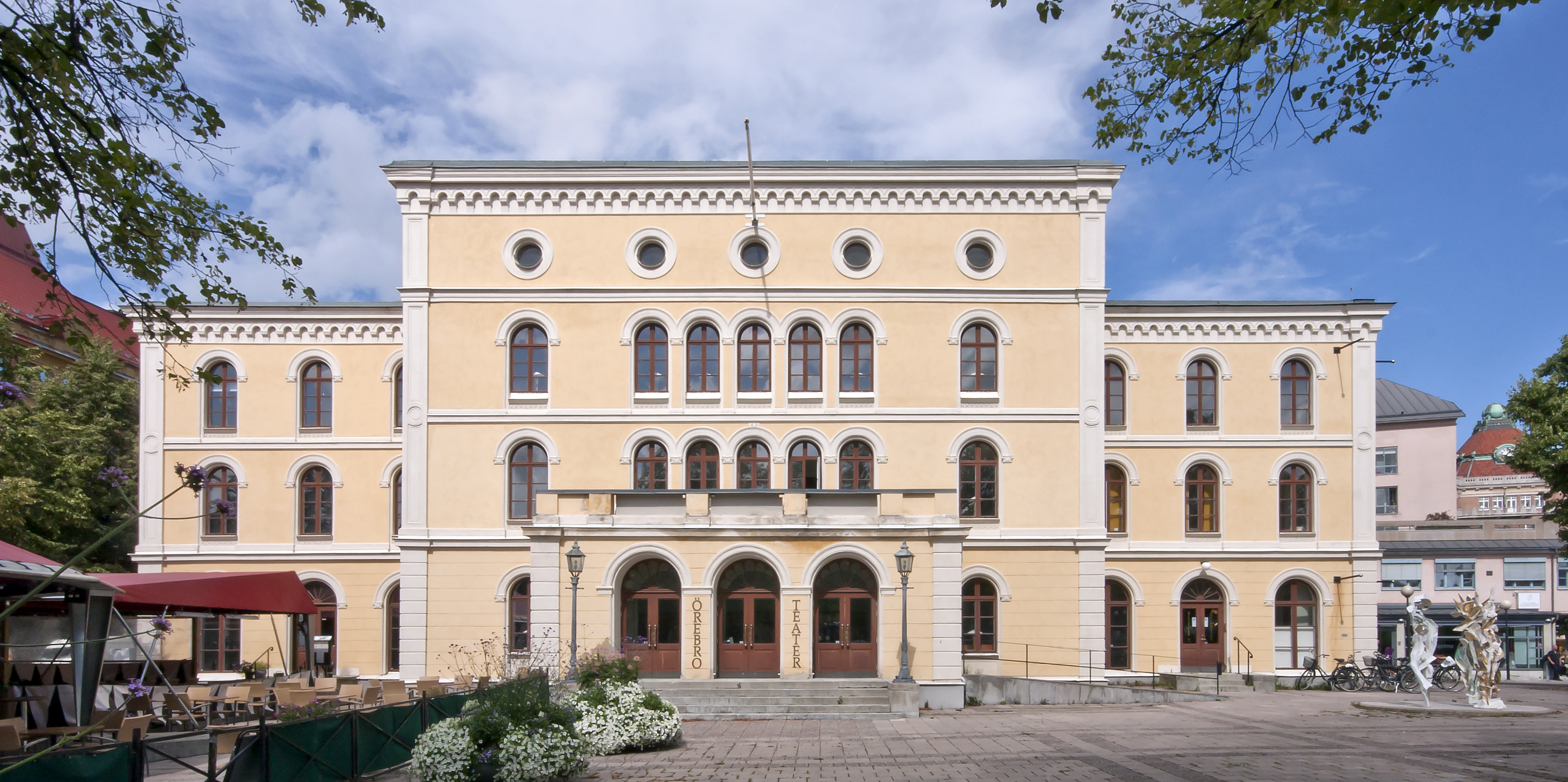
Örebro teater.

Örebro Teater, även kallad Gamla teatern, uppfördes 1851–1852. På sin tid var huset, näst det gamla operahuset i Stockholm, den största scenlokalen i landet. Arkitekt var Hjalmar Wijnbladh, tillika löjtnant. Eftersom han flyttade från staden fullföljdes arbetet av brodern, stadsarkitekten Fridolf Wijnbladh. Byggnaden ligger i centrala Örebro vid Teaterplan med adressen Storgatan 1, vid Svartån och Hotel Borgen.

## Historik
Teatern invigdes den 2 januari 1853 med tillfällighetsstycket Örebro fåfänga, författat av Johan Jolin. Stycket anspelade på det, i mångas ögon, alldeles för vidlyftiga bygget. Teatern hade från början 560 sittplatser, fördelade på parkett och tre rader. Örebro hade på den tiden cirka 5 000 invånare.
Teaterbolaget, som varit byggherre, gick redan 1867 i konkurs. Örebro Enskilda Bank, som hade inteckningar i byggnaden, köpte teatern på exekutiv auktion. Banken sålde den vidare till boktryckaren och telegrafkommissarien Arvid Gumaelius. Teaterverksamheten kunde fortsätta. Den 25 september 1882 eldhärjades teatern p.g.a. slarv med gasbelysningen. Teatern förstördes helt, men flyglarna kunde räddas. Teatern kunde återinvigas sju år senare, den 28 november 1889, med William Shakespeares En vintersaga. Elektrisk belysning hade då installerats. Efter återinvigningen rymde teatern 442 platser, och antalet rader hade reducerats till två. Teatern fungerade som Örebros huvudsakliga teater fram till 1933, då Folkets hus-teatern vid Järnvägsgatan började ta över. Från 1936 flyttade verksamheten helt och hållet till Folkets hus. Den sista föreställningen var Polskt blod, en operett av Oskar Nedbal (tjeckisk kompositör, 1874–1930).

## Efter stängningen 1936
Efter 1936 fanns det planer på att riva teatern och uppföra ett höghus istället. Kriget satte dock stopp för de planerna. En envis motståndsrörelse mot rivning resulterade i att Örebro kommun år 1963 inköpte byggnaden. År 1969 förklarades den som byggnadsminne, men redan 1966 hade arkitektbröderna Erik och Tore Ahlsén fått i uppdrag att presentera ett restaureringsförslag. 1968 offentliggjordes förslaget. Det innefattade till en början omfattande förändringar av hela kvarteret och av Järntorget, men bara restaureringen av teatern kom att genomföras. Renoveringen påbörjades 1970 och avslutades 1976. Idag spelas på teatern åter föreställningar som ges av Örebro Teater. Teatern har idag 276 platser.

## Andra verksamheter
En rad andra verksamheter än teater har också funnits i byggnaden. Redan 1860 fanns Länstidningens Stentryckeris lokaler i den västra flygeln. Nerikes Allehanda, som startat 1843, fick lokaler både i de östra och västra flyglarna. Här arbetade bl.a. diktaren Levi Rickson, alias Jeremias i Tröstlösa, som journalist. Vidare har telegrafverksamhet varit inrymd i en av flyglarna. Konstfrämjandet hade också sina lokaler i den västra flygeln från 1969, men idag finns en restaurang i denna flygel.

## Teaterplan

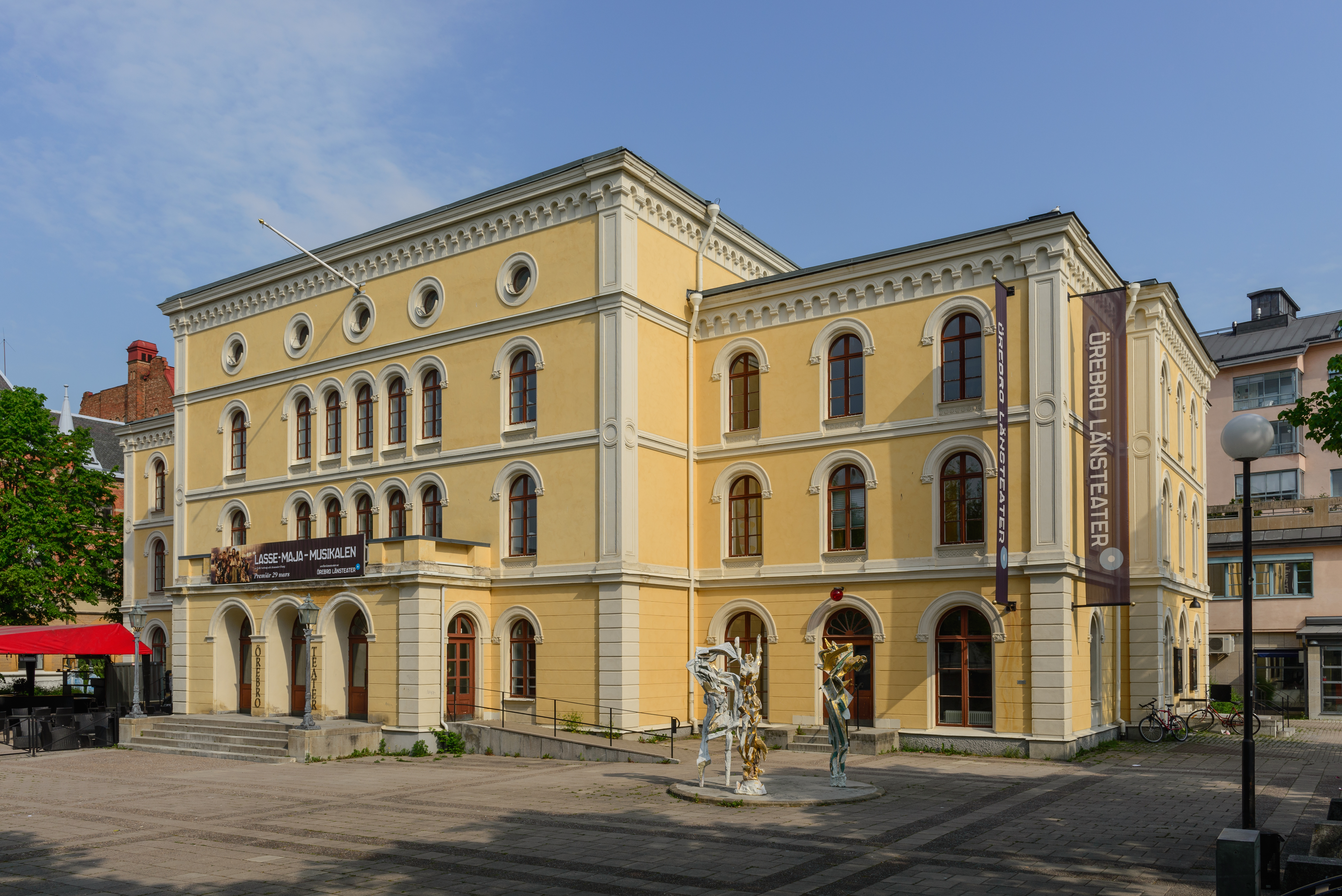
Teaterplan med teatern och statygruppen.

Teaterplan är den öppna platsen framför teatern. Där står en statygrupp som har namnet Vem tror på sagor här? Gruppen är utförd av Rune Rydelius och är tillägnad Hjalmar Bergman. På somrarna finns här en uteservering.

### Webbkällor
- Länsstyrelsen i Örebro län